# Madone Huldschinsky
La Madone Huldschinsky est une Vierge à l'Enfant, une peinture à la détrempe et à l'or sur panneau (62 × 40 cm) de Carlo Crivelli, datant d'environ 1460 et conservée au musée d'Art de San Diego. Elle est  signée OPVS KAROLI CRIVELLI VENETI.

## Histoire
L'œuvre est connue depuis qu'elle se trouve dans les collections royales à Athènes, avant de passer dans la collection Dohna-Mallmitz puis dans la collection Huldschinsky à Berlin. Elle a été exposée en 1906 au Musée de l'Empereur Friedrich. En 1926, elle se trouve dans la collection Colnaghi (Londres) puis Harding (New York), pour finalement aboutir en 1947 au musée d'Art de San Diego.
La signature est considérée comme autographe, datant des premières années d'activité du peintre, pendant ou immédiatement après son séjour à Padoue dans l'atelier de Francesco Squarcione. La présence du mot veneti dans la signature peut signifier que le panneau ait été peint en dehors de la Vénétie, peut-être pendant son séjour en Dalmatie, où l'artiste s'est rendu quelque temps avant 1461.
Il existe une réplique de l'œuvre avec quelques variations signée « Opus P. Petri  » que Roberto Longhi associe au nom de Pietro Calzetta, un autre peintre de culture padouane.

## Description et style
Le panneau rectangulaire, probablement créé pour la dévotion privée, montre Marie regardant par un parapet et tenant l'Enfant, debout sur celui-ci. Derrière elle se trouve un riche drapé double damassé, rouge au centre (suspendu par une baguette) et doré à l'arrière-plan. La Vierge au parapet, un schéma d'inspiration flamande très populaire en Italie et à Venise en particulier est reproduit par l'artiste tout au long de sa carrière, en y apportant des variantes.
L'héritage padouan de l'œuvre est évident, à commencer par les deux pommes mures suspendues au sommet, rappel du péché originel, jusqu'à l'exubérance décorative de l'or et la composition, souvent utilisée par les « squarcioneschi  ». Un réalisme aigu imprègne le panneau, avec la lettre repliée suspendue du premier plan, les veines et les nœuds du bois du parapet.
La « Vierge pensive  », montre des influences d'artistes florentins présents à Padoue, comme Donatello et Fra Filippo Lippi dont le style est présent dans la figure vivante de l'Enfant, qui, protégé par le visage de sa mère, regarde attentivement du côté du spectateur, et dans le teint tendre et pâle de la Vierge, absorbée dans des pensées liées à la prémonition du destin tragique de son fils.
Comme dans beaucoup d'œuvres de Crivelli, typiques sont  les mains de Marie, qui tient délicatement son fils. Celle de droite, en particulier, est tendue au premier plan avec les doigts serrés et présente un relief sculptural, inspiré de Donatello. Peut-être pour accentuer l'importance de son rôle, la Vierge est représentée en disproportion évidente par rapport à l'Enfant.
L'influence des Florentins est également visible dans la représentation en perspective accentuée des auréoles, comme des ellipses pleines lumineuses.

## Source de traduction
- (it) Cet article est partiellement ou en totalité issu de l’article de Wikipédia en italien intitulé « Madonna Huldschinsky (Carlo Crivelli) » (voir la liste des auteurs).